# KTLW

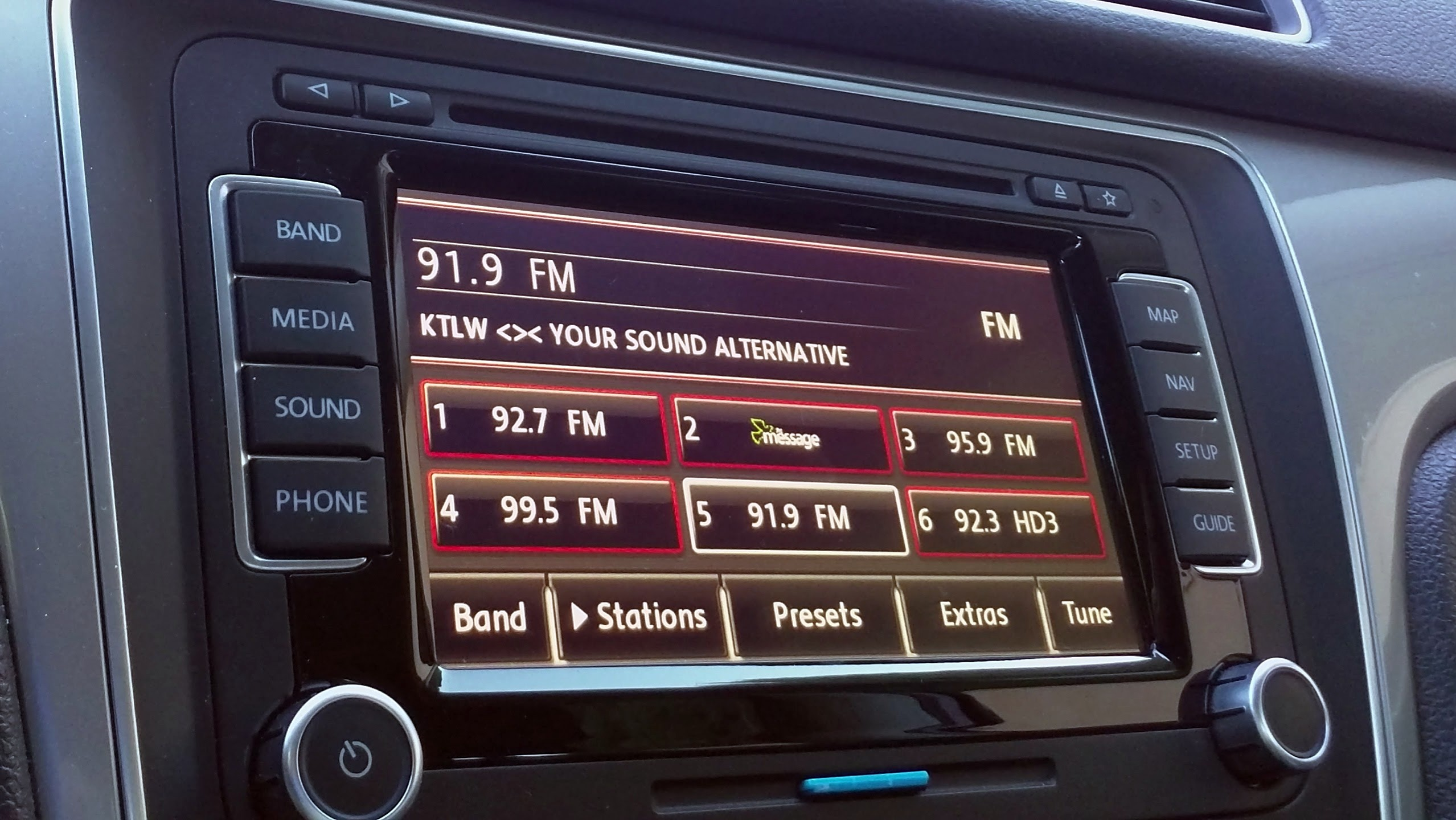
Radio KTLW

KTLW est une station de radio américaine au discours religieux, diffusant ses programmes en FM (88,9 MHz) au nord de Los Angeles.